# エカベト
エカベトナトリウム（Ecabet Na、または、Ecabet Sodium）とは、(1R,4aS,10aS)-1,4a-Dimethyl-7-(1-methylethyl)-6-sodiosulfonato-1,2,3,4,4a,9,10,10a-octahydrophenanthrene-1-carboxylic acid pentahydrate のことであり、胃潰瘍の治療に用いられることのある医薬品の一種である。先発品の商品名はガストローム（田辺三菱）で、後発品もある。

## 物理化学的性質
エカベトナトリウムは通常、水和物の形で用いられており、分子式はC20H27NaO5S・5H2Oで、分子量は492.56である。常温常圧では固体であり、白色の結晶を作る。分解点は約370℃:9。エカベトナトリウム1gを完全に溶解させるためには、水なら163mLを必要とする。この水溶液は酸性であり、エカベトナトリウム1.0gを水200mLに溶解させると、そのpHは約3.5となる。このほか、同じくエカベトナトリウム1gを完全に溶解させるためには、メタノールなら6.5mLで済むのに対し、濃度99.5%のエタノールだと167mLを必要とする。エカベトナトリウムはキラル中心を持っているため、その溶液は旋光性を示し、20℃でナトリウムD線を用いた時の旋光度は、+69°から+76°である。

## 薬理作用
エカベトナトリウムは生体内に吸収される必要がなく、そのまま胃内で薬効を発揮する医薬品である。胃液に含まれる消化酵素の前駆体であるペプシノーゲンや、その活性体であるペプシンに結合することによって、ペプシンの活性を抑制する:21。ペプシンは、生体の材料であるタンパク質を加水分解する酵素であり、これが胃に作用した場合、蛋白質でできている胃そのものが消化されてダメージを受けるわけだが、本剤はペプシンの活性を抑制することで、これを防ぐ。また、ヒトで胃の防御因子（胃が自身を消化しないようにするための物質）である粘液の分泌量が多くなることが判明した:21。このほか、胃の粘膜表面に付着することで表面を覆い、胃液によるダメージを受けにくくする効果もあるとされている。

## 薬物動態
エカベトナトリウムは、経口摂取して飲み込まれると、そのまま胃内で薬効を発揮する医薬品である。しかし、ヒトが本剤を経口摂取した場合、つまり、本剤を使用した場合、約90%は大便中に排泄されるものの:26、一部が消化管から体内へと吸収されることが知られている:23。ただし、生体内へと吸収されたエカベトナトリウムが、ヒトの体内に蓄積するといった現象は認められていない。

## エカベトナトリウムとヘリコバクター・ピロリ
これはin vitroでの試験ながら、ヒトなどの胃内に生息している場合のあるヘリコバクター・ピロリが産生するウレアーゼの活性を、エカベトナトリウムが阻害する作用を持つ。ヘリコバクター・ピロリは、ウレアーゼで尿素からアンモニアを生成させることで胃酸（塩酸）を中和して生活している。これが阻害されてしまうために、ヘリコバクター・ピロリは胃酸を中和できず、これによって同菌を殺菌する効果を持つことが確認された:21。しかし、2015年現在において、本剤でヘリコバクター・ピロリの殺菌を行うといった治療は行われておらず、例えば、抗菌薬のクラリスロマイシンとアモキシシリンに、プロトンポンプ阻害薬のオメプラゾールの3剤を同時に使用して殺菌を試みるといった方法が取られている。ただし、このウレアーゼを阻害する作用があるために、ヘリコバクター・ピロリが感染しているかどうかを判定するために行う尿素呼気試験において、偽陰性（ヘリコバクター・ピロリが胃内にいるのに、いない）と判定される場合があるため注意が必要である。